# 왕립 퍼스 병원

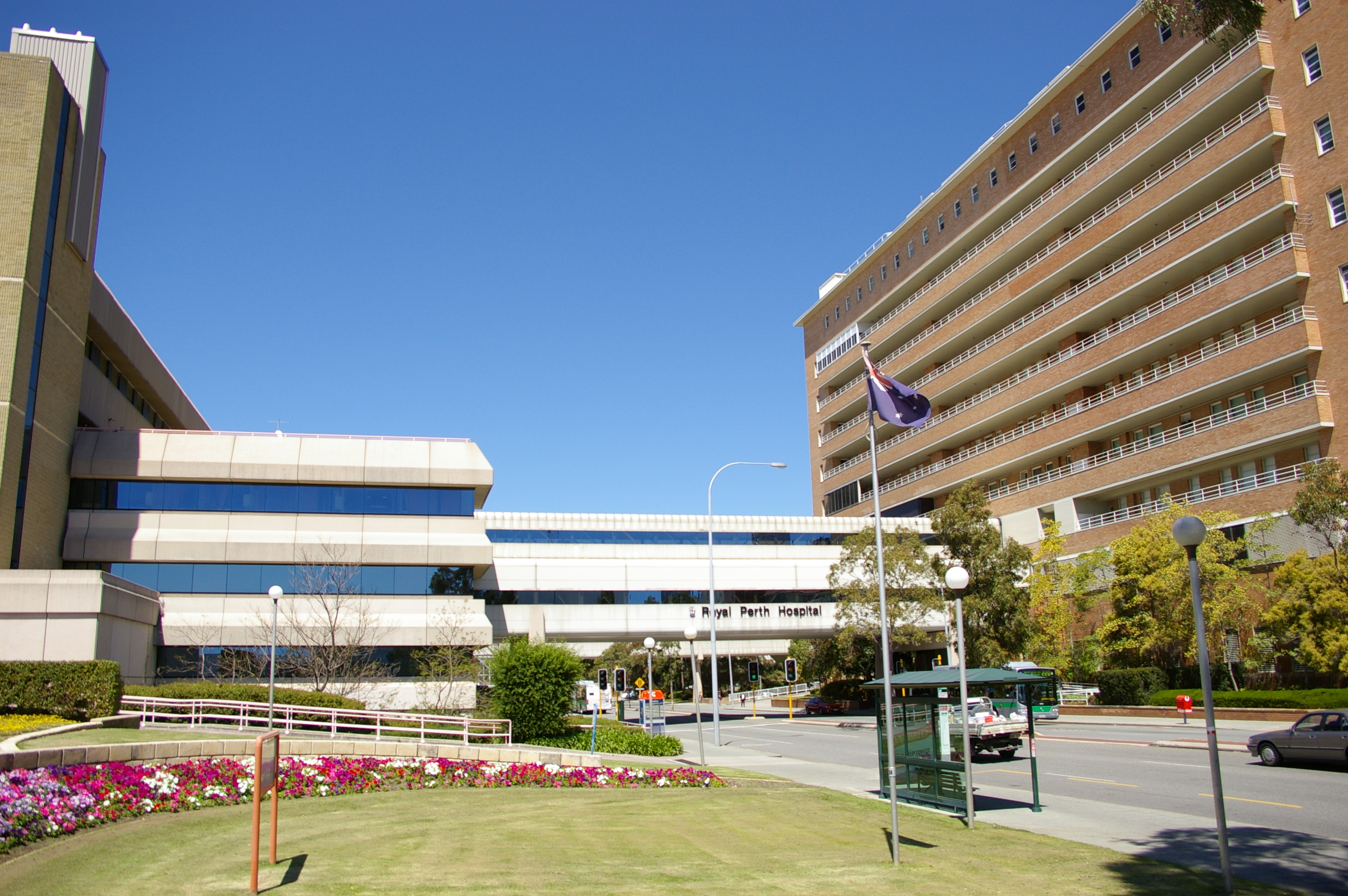

왕립 퍼스 병원 (Royal Perth Hospital : RPH)은 오스트레일리아 퍼스 웰링턴 가에 있는 교육 병원이다. 855실의 병상을 갖추고 있다.